# NGC 3272
NGC 3272 je dvojna zvijezda u zviježđu Malom lavu.

## Vanjske poveznice
- (eng.) SEDS: NGC 3272
- (eng.) Izvangalaktička baza podataka NASA-e i IPAC-a
- (eng.) Astronomska baza podataka SIMBAD